# Estación de Tournan
La estación de Tournan es una estación ferroviaria francesa situada en la comuna Tournan-en-Brie, en el departamento de Seine-et-Marne, al este de París. Pertenece a la línea E de la Red Exprés Regional, más conocida como RER y a la línea P del Transilien, nombre comercial empleado por la SNCF para denominar su red de trenes de cercanías en la región parisina.

## Historia
Fue inaugurada el 2 de febrero de 1861 por los Ferrocarriles del Este dentro la línea que acabaría uniendo Gretz-Armainvilliers con Sézanne. Dicha compañía mantuvo la explotación de la línea hasta 1938, momento en el cual se creó la SNCF. 
En 2003, la estación fue integrada dentro de la línea línea E del RER configurándose como el terminal de su ramal E4.

## Descripción
La estación se encuentra a 35 kilómetros de París. 
Dispone únicamente de dos andenes, uno central y otro lateral y de tres vías. Una pasarela y un paso subterráneo permiten acceder al andén central.
En 2003, la llegada del RER supuso mejoras en la estación: se elevaron los andenes hasta los 0,92 metros, se adaptaron las instalaciones a las personas con discapacidad y se instalaron pantallas que ofrecen información en tiempo real. 